# Joeboy
Joseph Akinwale (né le 21 mai 1997), connu professionnellement sous le nom de Joeboy, est un chanteur et auteur-compositeur nigérian. Mr Eazi de la maison de disques emPawa Africa l'a découvert en 2017. Ses genres musicaux sont l'afro-pop et le R&B. Il est né dans l'État de Lagos, au Nigeria. Il est aussi appelé Young Legend,,,.

## Carrière
Le morceau "Fààjí" assisté par Mr Eazi est sorti le 26 octobre 2018 ; Joeboy a utilisé sa part de la subvention qu'il a reçue d'emPawa100 pour tourner une vidéo pour la chanson. Le single "Baby" de Joeboy est sorti le 1er mars 2019, qui a recueilli 20 millions de diffusions sur YouTube et Spotify en 2019. Le clip visualiseur de "Baby" a dépassé les 31 millions de vues sur YouTube. Joeboy a publié le morceau "Beginning" produit par Killertunes le 15 août 2019, où son clip vidéo de visualisation d'accompagnement a accumulé 23 millions de vues sur YouTube. Dans la vidéo, il se retrouve à développer des sentiments pour un ami dont il avait initialement rejeté les avances. Suivi de cela, il a sorti son premier extended play Love & Light en novembre 2019 par emPawa Africa. Il a été soutenu par les singles "Baby" et "Beginning". L'EP contient également le morceau assisté de Mayorkun "Don't Call Me" et "All for You".

## Discographie

### Albums
- 2021 : Somewhere Between Beauty & Magic
- 2023 : Body & Soul